# 玛丽亚阿尔姆
玛丽亚阿尔姆是奥地利萨尔茨堡州滨湖采尔县的一个市镇。总面积125.41平方公里，总人口2076人，人口密度16.6人/平方公里（2005年）。